# Diva Jessurum
Diva Vivian Jessurum del Río (Barranquilla, 18 de junio de 1975) es una periodista, escritora, presentadora, libretista y directora de televisión colombiana.

## Biografía
Nació en Barranquilla, estudió comunicación social en la Universidad del Norte, realizó su maestría de periodismo y moda en la Universidad de La Sabana, Pontificia Universidad Javeriana y Dade Community College en Miami.[cita requerida]
Al inicio de su carrera se desempeñó como periodista del Noticiero Actualidad Económica de Telecaribe. Corresponsal del Noticiero TV Hoy y Periodista del Noticiero Teleheraldo. Posteriormente, fue corresponsal de Noticias RCN, Productora de la Central de Noticias RCN del Caribe, y Directora de Entretenimiento de Fin de Semana del Canal RCN. Dirigió el programa Los cuentos de Diva hasta su salida en 2005.[cita requerida]
En 2011 regresa a la televisión como presentadora de entretenimiento de Noticias Caracol y posteriormente es nombrada como directora de la sección del noticiero. Se desempeñó como presentadora de la La Red hasta su renuncia en 2013 y renunció a la dirección de la sección de entretenimiento del noticiero en 2019. Siguió en el canal como productora, directora y presentadora de los programas Se dice de mí y Expediente Final.
El 26 de abril de 2021, se informó que Jessurum había sufrido un accidente en su casa en el que un marco de fotos le cayó sobre la cara desde una pared de su casa. Sus ojos y nariz estaban afectados, pero no requirió una visita al hospital.